# Studio telewizyjne

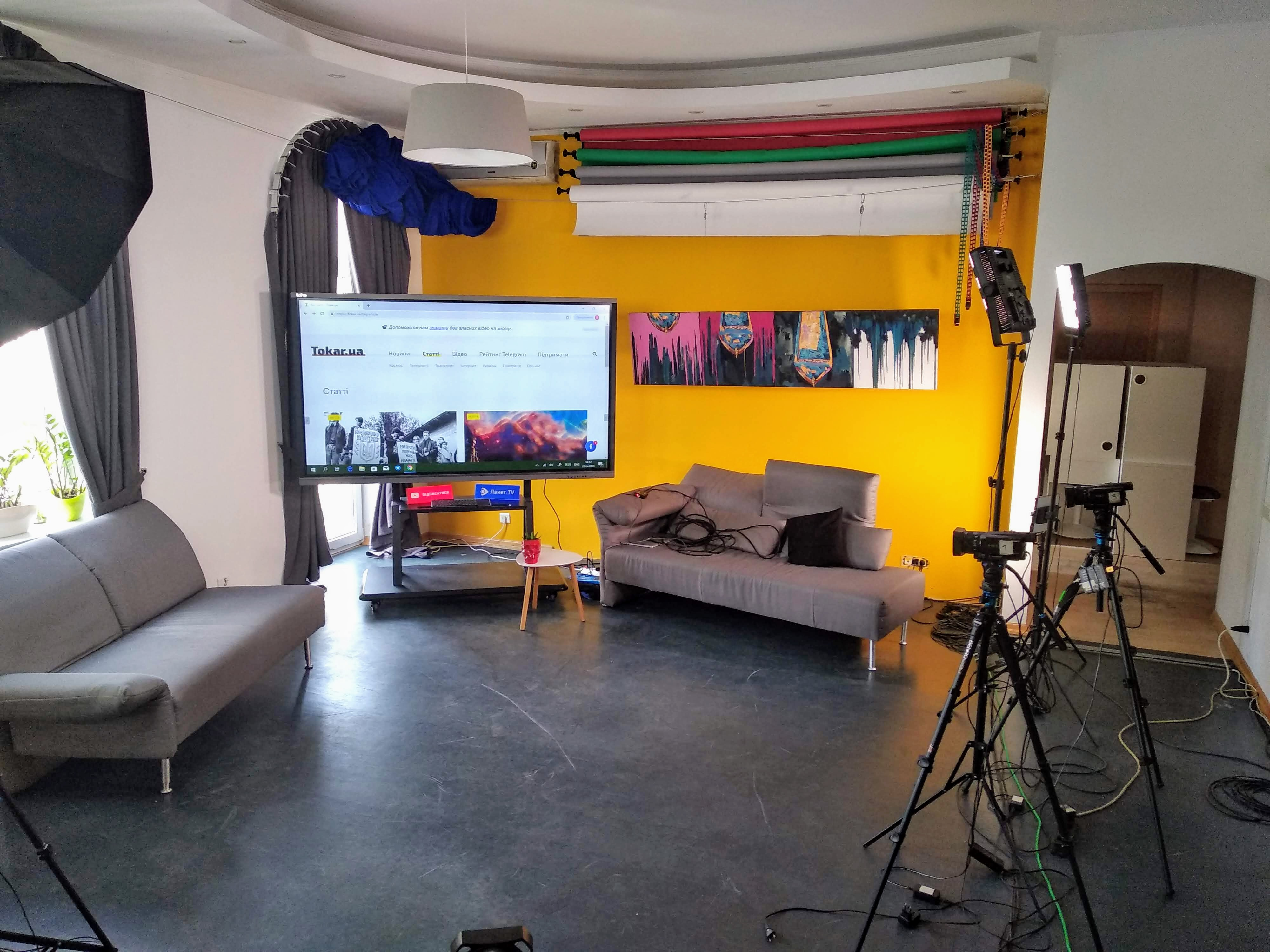
Jedno z ukraińskich studiów

Studio telewizyjne (również studio TV) – pomieszczenie w telewizji, w którym produkuje się programy telewizyjne na żywo, jak i te z postprodukcji.
Na wyposażeniu studia są: kamery telewizyjne, monitory, mikrofony i instalacja nagłaśniająca, system oświetlenia scenicznego. W profesjonalnym studiu wyróżnia się: pokój aparatury, pokój realizatora wizji, pokój realizatora fonii, pokój realizatora światła. Pokoje połączone są ze sobą systemem łączności wewnętrznej.